# بريسو (إيران)
بريسو هي قرية في مقاطعة سردشت، إيران. يقدر عدد سكانها بـ 194 نسمة بحسب إحصاء 2016.